# McCloud (États-Unis)
Pour les articles homonymes, voir McCloud.
McCloud est une census-designated place américaine située dans le comté de Siskiyou, en Californie. Elle est inscrite au Registre national des lieux historiques depuis le 16 mars 1990.